# Bagajewskaja
Bagajewskaja (russisch Багаевская) ist eine Staniza in der Oblast Rostow (Russland) mit 15.459 Einwohnern (Stand 14. Oktober 2010).

## Geographie

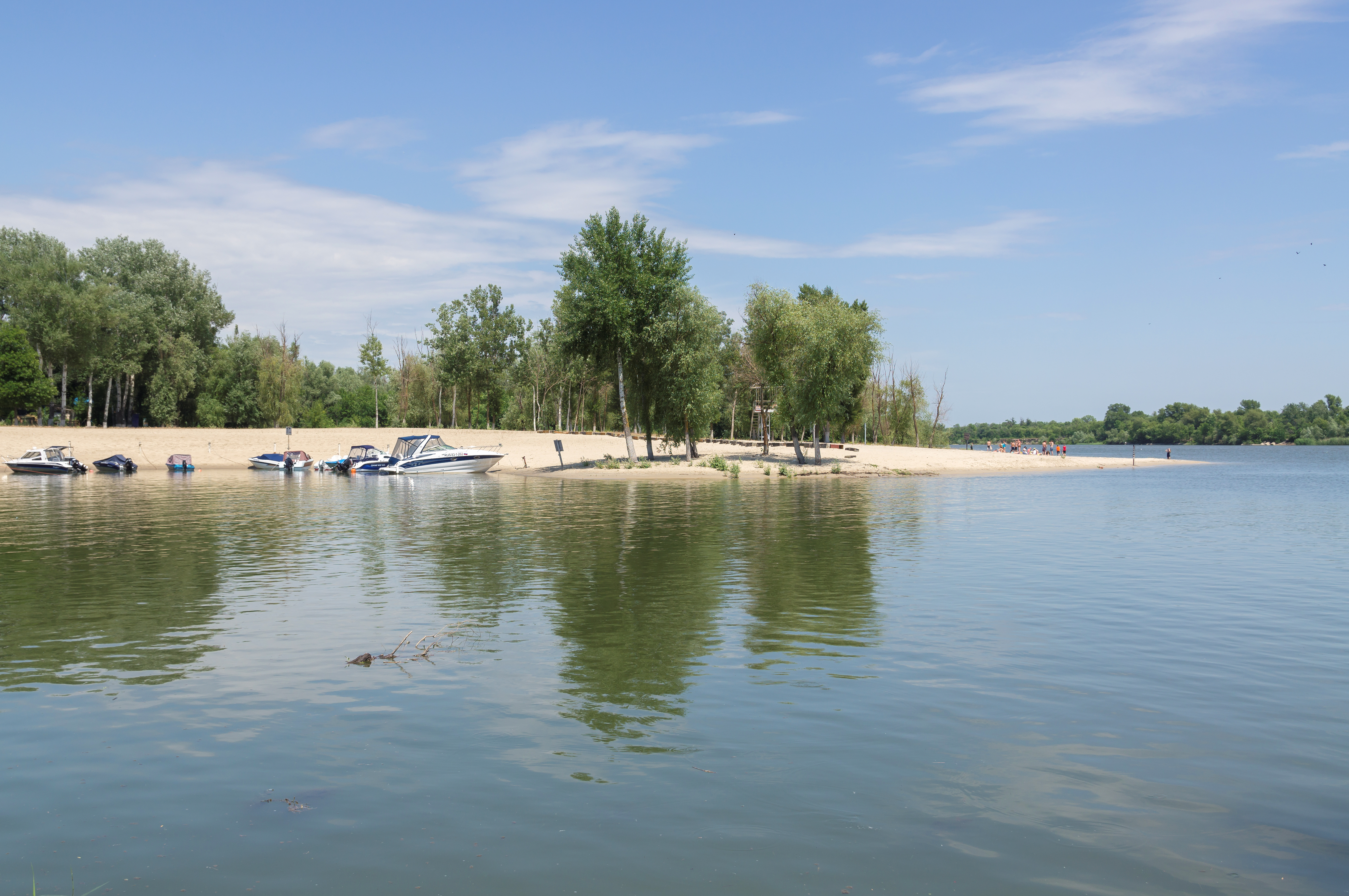

Der Ort liegt am linken Ufer des Unterlaufs des Don gut 10 km oberhalb der Einmündung des Manytsch und gut 50 km Luftlinie östlich des Oblastverwaltungszentrums Rostow am Don.
Bagajewskaja ist Verwaltungszentrum des gleichnamigen Rajons Bagajewskaja. Zur gleichnamigen Landgemeinde (Selskoje posselenije) gehören neben der Staniza noch die umliegenden Dörfer Beljanin (3 km südwestlich, 623 Einwohner), Fedulow (9 km südöstlich, 907), Golyje Bugry (6 km südwestlich, 26) und Krasnodonski (5 km südlich, 186) sowie die Siedlungen Datschny (9 km südöstlich, 332) und Sadonski (5 km westlich am anderen Donufer, 387). Die Landgemeinde hat somit 18.113 Einwohner (2010).

## Geschichte
Die Staniza wurde 1672 erstmals in einem Bericht des Kosakenatamans Frola Minajew als Bagajewski Gorodok (etwa Bagajew-Städtchen) erwähnt, auf dessen Grundlage 1648 als Gründungsjahr gilt. Sie entwickelte sich dank der fruchtbaren Böden im Umland schnell. Zuerst am rechten Ufer des Don gelegen, wurde die Staniza Bagajewskaja 1805 wegen häufiger Überschwemmungen an die günstigere heutige Stelle verlegt.
Im Rahmen einer Verwaltungsreform wurde Bagajewskaja 1924 Zentrum eines Rajons, nach dessen Auflösung 1929 erneut ab 1935. Im Zweiten Weltkrieg war die Staniza von Juli 1942 bis Januar 1943 von der deutschen Wehrmacht besetzt.
Im Jahr 1959 erhielt der Ort unter der Namensform Bagajewski den Status einer Siedlung städtischen Typs. 1992 wurde die städtische Siedlung wieder in eine Staniza, also eine ländliche Siedlung umgewandelt, seither wieder in der alten Namensform.

### Bevölkerungsentwicklung
| Jahr | Einwohner |
| ---- | --------- |
| 1939 | 6.451     |
| 1959 | 9.118     |
| 1970 | 11.831    |
| 1979 | 12.741    |
| 1989 | 13.608    |
| 2002 | 15.275    |
| 2010 | 15.459    |

Anmerkung: Volkszählungsdaten

## Wirtschaft und Infrastruktur
In Bagajewskaja als Zentrum eines Landwirtschaftsgebietes mit vorwiegendem Anbau von Gemüse und Weizen sowie Milchviehhaltung gibt es Betriebe der Lebensmittelindustrie (Saft- und Konservenfabrik, Molkerei).
Die Staniza liegt an einer Straße, die wenige Kilometer südlich von der Regionalstraße abzweigt, die Rostow und Bataisk in einiger Entfernung vom linken Donufer mit Semikarakorsk verbindet. Die Nebenstraße kreuzt in Bagajewskaja über eine Autofähre den dort gut 300 Meter breiten Don und führt weiter in das gut 30 Kilometer entfernte Nowotscherkassk, bei dem Anschluss an die Fernstraße M4 nach Moskau besteht. In Nowotscherkassk befindet sich auch die nächstgelegene Bahnstation an der Strecke Moskau – Rostow.